# Đội tuyển bóng đá quốc gia Samoa
Đội tuyển bóng đá quốc gia Samoa (tiếng Samoa: Sāmoa soka au) đại diện cho Samoa trong các trận đấu bóng đá nam quốc tế và do Liên đoàn Bóng đá Samoa quản lý – cơ quan điều hành bóng đá tại quốc gia này. Sân nhà của đội tuyển là Sân vận động Bóng đá Toleafoa J. S. Blatter tại thủ đô Apia. Trước năm 1997, đội thi đấu với tên gọi Đội tuyển bóng đá quốc gia Tây Samoa (Western Samoa).

## Lịch sử

### Khởi đầu (1979–1993)
Dù không tham dự năm kỳ đầu tiên của Đại hội Thể thao Nam Thái Bình Dương (nay là Đại hội Thể thao Thái Bình Dương), Samoa đã lần đầu góp mặt vào năm 1979 nhờ vị trí địa lý gần Fiji – quốc gia đăng cai. Tại vòng bảng, họ để thua Wallis và Futuna với tỷ số 1–3 và thua đậm Quần đảo Solomon 0–12.
Bốn năm sau, khi là chủ nhà của Đại hội Thể thao Nam Thái Bình Dương 1983, đội giành chiến thắng 3–1 trước Samoa thuộc Mỹ, hòa 3–3 với Tonga và tiếp tục để thua Wallis và Futuna. Với những kết quả này, họ vượt qua vòng bảng và vào tứ kết, và bị Tahiti loại sau thất bại 0–2.
Samoa tham dự vòng loại Thế vận hội Mùa hè 1988, nhưng để thua New Zealand trong cả hai lượt – 0–7 trên sân nhà và 0–12 tại Auckland. Ở vòng play-off, đội tiếp tục thất bại 0–5 trước Đài Bắc Trung Hoa và bị loại.

### Giai đoạn khó khăn trong khu vực (1994–2010)
Năm 1994, Samoa đăng cai kỳ Polynesia Cup đầu tiên, đánh bại Samoa thuộc Mỹ, hòa Tonga và thua Tahiti, kết thúc ở vị trí thứ ba. Họ tiếp tục xếp thứ ba vào năm 1998, chỉ kém một điểm so với đội nhì bảng là Quần đảo Cook. Ở kỳ năm 2000, đội tiếp tục giành vị trí thứ ba với hai chiến thắng trước Tonga và Samoa thuộc Mỹ, nhưng để thua trước Tahiti và Quần đảo Cook.
Sau bốn kỳ vắng mặt, Samoa trở lại vào kỳ Đại hội Thể thao Nam Thái Bình Dương 2007 với tư cách chủ nhà. Họ giành sáu điểm nhờ hai chiến thắng trước Tonga và Samoa thuộc Mỹ, nhưng không thể tiến sâu khi để thua Quần đảo Solomon và Vanuatu.

### Cúp bóng đá châu Đại Dương (2011–nay)
Năm 2011, Samoa đăng cai vòng loại OFC Nations Cup. Họ giành vé tham dự vòng chung kết lần đầu tiên trong lịch sử sau khi đánh bại Quần đảo Cook 3–2, hòa Tonga 1–1 và thắng Samoa thuộc Mỹ 1–0. Tuy nhiên, tại vòng chung kết, đội tuyển để thua đậm cả ba trận: 1–10 trước Tahiti, 0–5 trước Vanuatu và 0–9 trước New Caledonia.
Tại vòng loại năm 2016, Samoa vượt qua Samoa thộc Mỹ 3–2, thua Quần đảo Cook 0–1, và thắng Tonga 3–0. Nhờ hiệu số bàn thắng bại tốt hơn sau khi Samoa thộc Mỹ đánh bại Quần đảo Cook 2–0, Samoa giành quyền dự vòng chung kết tại Papua New Guinea. Tuy nhiên, đội để thua cả ba trận trước Tahiti (0–4), New Caledonia (0–7) và đội chủ nhà Papua New Guinea (0–8), xếp cuối bảng mà không giành được điểm nào.
Tại vòng loại năm 2024, Samoa vượt qua Tonga với tỷ số 4–1 và thắng Quần đảo Cook 1–0 để giành vé dự vòng chung kết Cúp bóng đá châu Đại Dương 2024. Tuy nhiên, họ tiếp tục bị loại ở vòng bảng sau các trận thua trước Tahiti (0–2), đồng chủ nhà Fiji (1–9) và Papua New Guinea (1–2), kết thúc bảng B ở vị trí cuối cùng với 0 điểm và để thủng lưới 13 bàn.

## Cúp bóng đá châu Đại Dương

### Giải vô địch bóng đá thế giới
| Vòng chung kết        | Vòng chung kết             | Vòng chung kết             | Vòng chung kết             | Vòng chung kết             | Vòng chung kết             | Vòng chung kết             | Vòng chung kết             | Vòng chung kết             |                            | Vòng loại                  | Vòng loại                  | Vòng loại                  | Vòng loại                  | Vòng loại                  | Vòng loại |
| Năm                   | Kết quả                    | Hạng                       | ST                         | T                          | H                          | B                          | BT                         | BB                         | ST                         | T                          | H                          | B                          | BT                         | BB                         |           |
| --------------------- | -------------------------- | -------------------------- | -------------------------- | -------------------------- | -------------------------- | -------------------------- | -------------------------- | -------------------------- | -------------------------- | -------------------------- | -------------------------- | -------------------------- | -------------------------- | -------------------------- | --------- |
| 1930 đến 1986         | Không phải thành viên FIFA | Không phải thành viên FIFA | Không phải thành viên FIFA | Không phải thành viên FIFA | Không phải thành viên FIFA | Không phải thành viên FIFA | Không phải thành viên FIFA | Không phải thành viên FIFA | Không phải thành viên FIFA | Không phải thành viên FIFA | Không phải thành viên FIFA | Không phải thành viên FIFA | Không phải thành viên FIFA | Không phải thành viên FIFA |           |
| với tư cách Tây Samoa | với tư cách Tây Samoa      | với tư cách Tây Samoa      | với tư cách Tây Samoa      | với tư cách Tây Samoa      | với tư cách Tây Samoa      | với tư cách Tây Samoa      | với tư cách Tây Samoa      | với tư cách Tây Samoa      | với tư cách Tây Samoa      | với tư cách Tây Samoa      | với tư cách Tây Samoa      | với tư cách Tây Samoa      | với tư cách Tây Samoa      | với tư cách Tây Samoa      |           |
| 1990                  | Không tham gia             | Không tham gia             | Không tham gia             | Không tham gia             | Không tham gia             | Không tham gia             | Không tham gia             | Không tham gia             | Không tham gia             | Không tham gia             | Không tham gia             | Không tham gia             | Không tham gia             | Không tham gia             |           |
| 1994                  | Rút lui                    | Rút lui                    | Rút lui                    | Rút lui                    | Rút lui                    | Rút lui                    | Rút lui                    | Rút lui                    | Rút lui                    | Rút lui                    | Rút lui                    | Rút lui                    | Rút lui                    | Rút lui                    |           |
| với tư cách Samoa     | với tư cách Samoa          | với tư cách Samoa          | với tư cách Samoa          | với tư cách Samoa          | với tư cách Samoa          | với tư cách Samoa          | với tư cách Samoa          | với tư cách Samoa          | với tư cách Samoa          | với tư cách Samoa          | với tư cách Samoa          | với tư cách Samoa          | với tư cách Samoa          | với tư cách Samoa          |           |
| 1998                  | Không vượt qua vòng loại   | Không vượt qua vòng loại   | Không vượt qua vòng loại   | Không vượt qua vòng loại   | Không vượt qua vòng loại   | Không vượt qua vòng loại   | Không vượt qua vòng loại   | Không vượt qua vòng loại   | 2                          | 1                          | 0                          | 1                          | 2                          | 2                          |           |
| 2002                  | Không vượt qua vòng loại   | Không vượt qua vòng loại   | Không vượt qua vòng loại   | Không vượt qua vòng loại   | Không vượt qua vòng loại   | Không vượt qua vòng loại   | Không vượt qua vòng loại   | Không vượt qua vòng loại   | 4                          | 1                          | 0                          | 3                          | 9                          | 18                         |           |
| 2006                  | Không vượt qua vòng loại   | Không vượt qua vòng loại   | Không vượt qua vòng loại   | Không vượt qua vòng loại   | Không vượt qua vòng loại   | Không vượt qua vòng loại   | Không vượt qua vòng loại   | Không vượt qua vòng loại   | 4                          | 1                          | 0                          | 3                          | 5                          | 11                         |           |
| 2010                  | Không vượt qua vòng loại   | Không vượt qua vòng loại   | Không vượt qua vòng loại   | Không vượt qua vòng loại   | Không vượt qua vòng loại   | Không vượt qua vòng loại   | Không vượt qua vòng loại   | Không vượt qua vòng loại   | 4                          | 2                          | 0                          | 2                          | 9                          | 8                          |           |
| 2014                  | Không vượt qua vòng loại   | Không vượt qua vòng loại   | Không vượt qua vòng loại   | Không vượt qua vòng loại   | Không vượt qua vòng loại   | Không vượt qua vòng loại   | Không vượt qua vòng loại   | Không vượt qua vòng loại   | 6                          | 2                          | 1                          | 3                          | 6                          | 27                         |           |
| 2018                  | Không vượt qua vòng loại   | Không vượt qua vòng loại   | Không vượt qua vòng loại   | Không vượt qua vòng loại   | Không vượt qua vòng loại   | Không vượt qua vòng loại   | Không vượt qua vòng loại   | Không vượt qua vòng loại   | 6                          | 2                          | 0                          | 4                          | 6                          | 22                         |           |
| 2022                  | Rút lui                    | Rút lui                    | Rút lui                    | Rút lui                    | Rút lui                    | Rút lui                    | Rút lui                    | Rút lui                    | Rút lui                    | Rút lui                    | Rút lui                    | Rút lui                    | Rút lui                    | Rút lui                    |           |
| 2026                  | Rút lui                    | Rút lui                    | Rút lui                    | Rút lui                    | Rút lui                    | Rút lui                    | Rút lui                    | Rút lui                    | 5                          | 2                          | 0                          | 3                          | 5                          | 16                         |           |
| 2030                  | Chưa xác định              | Chưa xác định              | Chưa xác định              | Chưa xác định              | Chưa xác định              | Chưa xác định              | Chưa xác định              | Chưa xác định              | Chưa xác định              | Chưa xác định              | Chưa xác định              | Chưa xác định              | Chưa xác định              | Chưa xác định              |           |
| 2034                  | Chưa xác định              | Chưa xác định              | Chưa xác định              | Chưa xác định              | Chưa xác định              | Chưa xác định              | Chưa xác định              | Chưa xác định              | Chưa xác định              | Chưa xác định              | Chưa xác định              | Chưa xác định              | Chưa xác định              | Chưa xác định              |           |
| Tổng                  | –                          | 0/9                        | –                          | –                          | –                          | –                          | –                          | –                          | 31                         | 11                         | 1                          | 19                         | 42                         | 104                        |           |

### Đại hội Thể thao Thái Bình Dương
| Đại hội Thể thao Thái Bình Dương | Đại hội Thể thao Thái Bình Dương | Đại hội Thể thao Thái Bình Dương | Đại hội Thể thao Thái Bình Dương | Đại hội Thể thao Thái Bình Dương | Đại hội Thể thao Thái Bình Dương | Đại hội Thể thao Thái Bình Dương | Đại hội Thể thao Thái Bình Dương | Đại hội Thể thao Thái Bình Dương |
| Năm                              | Kết quả                          | Hạng                             | ST                               | T                                | H                                | B                                | BT                               | BB                               |
| -------------------------------- | -------------------------------- | -------------------------------- | -------------------------------- | -------------------------------- | -------------------------------- | -------------------------------- | -------------------------------- | -------------------------------- |
| 1963                             | Không tham gia                   | Không tham gia                   | Không tham gia                   | Không tham gia                   | Không tham gia                   | Không tham gia                   | Không tham gia                   | Không tham gia                   |
| 1966                             | Không tham gia                   | Không tham gia                   | Không tham gia                   | Không tham gia                   | Không tham gia                   | Không tham gia                   | Không tham gia                   | Không tham gia                   |
| 1969                             | Không tham gia                   | Không tham gia                   | Không tham gia                   | Không tham gia                   | Không tham gia                   | Không tham gia                   | Không tham gia                   | Không tham gia                   |
| 1971                             | Không tham gia                   | Không tham gia                   | Không tham gia                   | Không tham gia                   | Không tham gia                   | Không tham gia                   | Không tham gia                   | Không tham gia                   |
| 1975                             | Không tham gia                   | Không tham gia                   | Không tham gia                   | Không tham gia                   | Không tham gia                   | Không tham gia                   | Không tham gia                   | Không tham gia                   |
| 1979                             | Vòng bảng                        | 10                               | 3                                | 0                                | 0                                | 3                                | 3                                | 19                               |
| 1983                             | Tứ kết                           | 6                                | 4                                | 1                                | 1                                | 2                                | 7                                | 8                                |
| 1987                             | Không tham gia                   | Không tham gia                   | Không tham gia                   | Không tham gia                   | Không tham gia                   | Không tham gia                   | Không tham gia                   | Không tham gia                   |
| 1991                             | Không tham gia                   | Không tham gia                   | Không tham gia                   | Không tham gia                   | Không tham gia                   | Không tham gia                   | Không tham gia                   | Không tham gia                   |
| 1995                             | Không tham gia                   | Không tham gia                   | Không tham gia                   | Không tham gia                   | Không tham gia                   | Không tham gia                   | Không tham gia                   | Không tham gia                   |
| 2003                             | Không tham gia                   | Không tham gia                   | Không tham gia                   | Không tham gia                   | Không tham gia                   | Không tham gia                   | Không tham gia                   | Không tham gia                   |
| 2007                             | Vòng bảng                        | 5                                | 4                                | 2                                | 0                                | 2                                | 9                                | 8                                |
| 2011                             | Không tham gia                   | Không tham gia                   | Không tham gia                   | Không tham gia                   | Không tham gia                   | Không tham gia                   | Không tham gia                   | Không tham gia                   |
| 2015                             | Giải đấu dành cho U23            | Giải đấu dành cho U23            | Giải đấu dành cho U23            | Giải đấu dành cho U23            | Giải đấu dành cho U23            | Giải đấu dành cho U23            | Giải đấu dành cho U23            | Giải đấu dành cho U23            |
| 2019                             | Vòng bảng                        | 8                                | 4                                | 1                                | 0                                | 3                                | 3                                | 22                               |
| 2023                             | Vòng bảng                        | 7                                | 4                                | 2                                | 0                                | 2                                | 14                               | 3                                |
| Tổng                             | Tứ kết                           | 5/16                             | 19                               | 6                                | 1                                | 12                               | 36                               | 60                               |

| Cúp bóng đá châu Đại Dương | Cúp bóng đá châu Đại Dương | Cúp bóng đá châu Đại Dương | Cúp bóng đá châu Đại Dương | Cúp bóng đá châu Đại Dương | Cúp bóng đá châu Đại Dương | Cúp bóng đá châu Đại Dương | Cúp bóng đá châu Đại Dương | Cúp bóng đá châu Đại Dương |
| Năm                        | Vòng                       | Hạng                       | Pld                        | W                          | D                          | L                          | GF                         | GA                         |
| -------------------------- | -------------------------- | -------------------------- | -------------------------- | -------------------------- | -------------------------- | -------------------------- | -------------------------- | -------------------------- |
| 1973 và 1980               | Không tham dự              | Không tham dự              | Không tham dự              | Không tham dự              | Không tham dự              | Không tham dự              | Không tham dự              | Không tham dự              |
| 1996 đến 2008              | Không vượt qua vòng loại   | Không vượt qua vòng loại   | Không vượt qua vòng loại   | Không vượt qua vòng loại   | Không vượt qua vòng loại   | Không vượt qua vòng loại   | Không vượt qua vòng loại   | Không vượt qua vòng loại   |
| 2012                       | Vòng bảng                  | 8th                        | 3                          | 0                          | 0                          | 3                          | 1                          | 24                         |
| 2016                       | Vòng bảng                  | 8th                        | 3                          | 0                          | 0                          | 3                          | 0                          | 19                         |
| 2024                       | Vòng bảng                  | 7th                        | 3                          | 0                          | 0                          | 3                          | 2                          | 13                         |
| Tổng cộng                  | 3 lần Vòng bảng            | 3/11                       | 9                          | 0                          | 0                          | 9                          | 3                          | 56                         |

## Đội hình
Các cầu thủ sau đây đã được triệu tập tham dự Cúp bóng đá châu Đại Dương 2024.
Số lần khoác áo và bàn thắng được cập nhật đến ngày 22 tháng 6 năm 2024, sau trận đấu với Papua New Guinea.

| Số | VT | Cầu thủ                | Ngày sinh (tuổi)  | Trận | Bàn | Câu lạc bộ              |
| -- | -- | ---------------------- | ----------------- | ---- | --- | ----------------------- |
|    | TM | Joel Bartley           | 13 tháng 4, 2005  | 7    | 0   | Sydney United           |
|    | TM | Paul Taupau            | 1 tháng 1, 2006   | 1    | 0   | Franklin United         |
|    | TM | Kirk Auvele            | 10 tháng 6, 2006  | 0    | 0   | Vaivase-Tai             |
|    |    |                        |                   |      |     |                         |
|    | HV | Andrew Setefano        | 10 tháng 8, 1987  | 23   | 0   | Lupe o le Soaga         |
|    | HV | Faitalia Hamilton-Pama | 17 tháng 5, 1993  | 9    | 1   | Western Springs         |
|    | HV | Luke Salisbury         | 15 tháng 9, 2004  | 8    | 1   | Roslyn-Wakari           |
|    | HV | Luke Tolo-Kent         | 29 tháng 4, 2003  | 8    | 0   | Miramar Rangers         |
|    | HV | Taine Wilson           | 8 tháng 11, 2004  | 7    | 0   | Nelson Suburbs          |
|    | HV | Harry Chote            | 4 tháng 11, 1999  | 3    | 0   | Miramar Rangers         |
|    | HV | Niko Steinmetz         | 20 tháng 4, 2000  | 3    | 0   | Western Springs         |
|    |    |                        |                   |      |     |                         |
|    | TV | Dauntae Mariner        | 25 tháng 1, 2000  | 8    | 0   | Nelson Suburbs          |
|    | TV | Kaleb De Groot-Green   | 11 tháng 5, 2002  | 6    | 0   | Christchurch United     |
|    | TV | Jarvis Filimalae       | 20 tháng 4, 2003  | 5    | 0   | Lupe o le Soaga         |
|    | TV | Alex Malauulu          | 12 tháng 3, 2006  | 2    | 0   | San Jorge               |
|    | TV | Caleb Hilbron          | 1 tháng 1, 2002   | 1    | 0   | Island Bay United       |
|    | TV | Jesse Vine             | 23 tháng 1, 2003  | 1    | 0   | Kemps Creek United      |
|    |    |                        |                   |      |     |                         |
|    | TĐ | Pharrell Trainor       | 20 tháng 6, 2006  | 6    | 2   | TSV Schott Mainz        |
|    | TĐ | Dilo Tumua             | 15 tháng 3, 2000  | 5    | 3   | Vaivase-Tai             |
|    | TĐ | Michael Tumua Leo      | 15 tháng 1, 2003  | 5    | 5   | Lupe o le Soaga         |
|    | TĐ | Kyah Cahill            | 13 tháng 3, 2003  | 2    | 0   | unattached              |
|    | TĐ | Juan Gobbi             | 17 tháng 11, 2005 | 2    | 0   | unattached              |
|    | TĐ | Darcy Knight           | 18 tháng 2, 2000  | 2    | 0   | Onehunga Mangere United |
|    | TĐ | Greg Siamoa            | 21 tháng 8, 2003  | 1    | 0   | Life FC                 |

## Thành tích đối đầu
Tính đến 15 tháng 11 năm 2024

| Đội                | ST | T  | H | B  | BT  | BB  | HS   | %T     |
| ------------------ | -- | -- | - | -- | --- | --- | ---- | ------ |
| Samoa thuộc Mỹ     | 12 | 12 | 0 | 0  | 56  | 5   | +51  | 100,00 |
| Úc                 | 1  | 0  | 0 | 1  | 0   | 11  | −11  | 0,00   |
| Đài Bắc Trung Hoa  | 1  | 0  | 0 | 1  | 0   | 5   | −5   | 0,00   |
| Quần đảo Cook      | 7  | 3  | 1 | 3  | 9   | 9   | 0    | 42,86  |
| Fiji               | 6  | 0  | 0 | 6  | 3   | 31  | −28  | 0,00   |
| Guam               | 1  | 0  | 0 | 1  | 2   | 4   | −2   | 0,00   |
| Nouvelle-Calédonie | 4  | 0  | 0 | 4  | 0   | 29  | −29  | 0,00   |
| New Zealand        | 2  | 0  | 0 | 2  | 0   | 19  | −19  | 0,00   |
| Papua New Guinea   | 6  | 0  | 0 | 6  | 5   | 28  | −23  | 0,00   |
| Quần đảo Solomon   | 4  | 0  | 0 | 4  | 0   | 21  | −21  | 0,00   |
| Tahiti             | 10 | 0  | 0 | 10 | 4   | 50  | −46  | 0,00   |
| Tonga              | 13 | 8  | 3 | 2  | 27  | 11  | +16  | 61,54  |
| Tuvalu             | 1  | 0  | 0 | 1  | 0   | 3   | −3   | 0,00   |
| Vanuatu            | 6  | 0  | 0 | 6  | 2   | 40  | −38  | 0,00   |
| Wallis và Futuna   | 2  | 0  | 0 | 2  | 2   | 5   | −3   | 0,00   |
| Tổng số            | 76 | 23 | 4 | 49 | 110 | 271 | −161 | 30,26  |

Bao gồm kết quả của Tây Samoa.